# Renzo Tondo
Renzo Tondo (Tolmezzo, 7 agosto 1956) è un politico italiano.
È stato presidente della Regione Autonoma Friuli-Venezia Giulia dal 15 giugno 2001 all'8 giugno 2003 e dal 19 aprile 2008 al 25 aprile 2013, oltreché deputato alla Camera dal 28 aprile 2006 al 28 aprile 2008 per Forza Italia e dal 23 marzo 2018 al 12 ottobre 2022 per Noi con l'Italia.

## Biografia
Nato a Tolmezzo (Udine), si è laureato in scienze politiche all'Università di Trieste, svolge la professione di albergatore ed è appassionato di dama, di cui è stato presidente della Federazione Italiana Dama dal 2008 al 2016.
Nel 1979 inizia ad occuparsi di politica nella sua città natale per il Partito Socialista Italiano, nella quale ricopre gli incarichi di consigliere comunale, assessore, vicesindaco e infine sindaco dal 27 luglio 1990 al 24 aprile 1995.

### Presidente della Regione Friuli-Venezia Giulia
Alle elezioni regionali in Friuli-Venezia Giulia del 1998 si candida con Forza Italia, risultando eletto nel consiglio regionale e venendo nominato assessore nella giunta regionale guidata dal forzista Roberto Antonione, ricoprendo l'incarico fino al 15 giugno 2001, quando diventa presidente della giunta regionale e rimane in carica fino alla fine del mandato nel 2003.
In vista delle regionali in FVG del 2003, le prime col sistema ad elezione diretta, venne proposto da Forza Italia come candidato alla presidenza della Regione, ma alla fine viene scelta la sua vicepresidente uscente Alessandra Guerra (Lega Nord).

### Elezione a deputato
Alle elezioni politiche del 2006 viene candidato alla Camera dei deputati, tra le liste di Forza Italia nella circoscrizione Friuli-Venezia Giulia in terza posizione, risultando eletto deputato. Durante la XV legislatura della Repubblica è stato membro della 14ª Commissione Politiche dell'Unione europea e della Commissione parlamentare per le questioni regionali.

### Ritorna alla presidenza del Friuli-Venezia Giulia
Ritorna alla guida della regione quale presidente della giunta, eletto direttamente dai cittadini, il 13-14 aprile 2008 con il 53,82% dei voti, appoggiato da una coalizione di centro-destra, battendo il presidente uscente Riccardo Illy, supportato da una coalizione di centro-sinistra.
Ricandidatosi al termine del mandato (aprile 2013) è stato sconfitto dalla candidata del centrosinistra Debora Serracchiani.

### Autonomia Responsabile

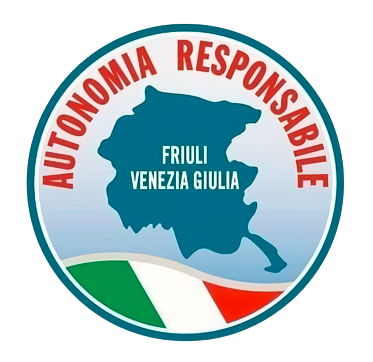
Logo di Autonomia Responsabile.

Nel 2015 costituisce il movimento politico Autonomia Responsabile, di cui diventa presidente e capogruppo in consiglio regionale del Friuli-Venezia Giulia.
Il 28 gennaio 2017 Autonomia Responsabile si federa con Direzione Italia di Raffaele Fitto, che alla fine dell'anno confluiscono nella lista elettorale Noi con l'Italia-UDC in vista delle politiche.

#### Rielezione alla Camera e sviluppi successivi
Alle elezioni politiche del 2018 viene ricandidato alla Camera nel collegio uninominale Friuli-Venezia Giulia - 01 (Trieste), sostenuto dalla coalizione di centro-destra in quota Noi con l'Italia-UDC, venendo rieletto a Montecitorio con il 38,17% dei voti e superando i candidati del centro-sinistra, in quota PD, Debora Serracchiani e del Movimento 5 Stelle Vincenzo Zoccano (25,9%); s'iscrive il 28 marzo alla componente Noi con l’Italia-UDC del gruppo misto alla Camera.
Il 16 marzo di quell'anno viene inizialmente scelto dalla coalizione di centro-destra come candidato presidente del Friuli Venezia Giulia ma cinque giorni dopo gli viene preferito il leghista Massimiliano Fedriga;. La sua lista Autonomia Responsabile con il 3,97% riuscirà ad eleggere un consigliere nella netta vittoria di Fedriga mentre nella vittoria delle comunali di Udine saranno due gli eletti della lista (3,32%). L'anno seguente Giulia Manzan, coordinatrice friulana di Autonomia Responsabile, raccoglie circa 2.000 preferenze alle europee nel Nord-Est, senza essere eletta, nella lista di Fratelli d'Italia, partito in cui confluisce Direzione Italia di Fitto.
Il 18 dicembre 2019 Tondo e gli altri tre deputati di Noi con l'Italia aderiscono alla nuova componente "Noi con l'Italia-USEI-Cambiamo!-Alleanza di Centro".
Nel 2021 NcI diventa partito e Tondo diventa coordinatore regionale per il Friuli, decidendo di non ricandidarsi alle elezioni politiche anticipate del 2022.

#### Fuori dal Parlamento
A marzo 2023 viene nominato coordinatore politico di NcI e in occasione delle elezioni regionali di aprile presenta ancora la lista di Autonomia Responsabile a sostegno della ricandidatura di Fedriga che include candidati del Movimento Trieste Libera raccogliendo questa volta solo l'1,97% senza eleggere alcun consigliere. Nel frattempo diventa coordinatore di Noi Moderati per il Triveneto.
A luglio 2024 annuncia di soffrire il Parkinson, scoprendo i primi sintomi sette anni prima.